# Tim (músico)
António Manuel Lopes dos Santos, mais conhecido como Tim ou Tim dos Xutos (Ferreira do Alentejo, 14 de abril de 1960), é um músico, cantor, compositor, baixista, guitarrista português, um dos fundadores dos Xutos & Pontapés. Integrou também os projetos Resistência, Rio Grande e Cabeças no Ar e editou vários álbuns a solo.
Baixista e vocalista dos Xutos & Pontapés, banda com mais de 10 discos de originais, autor da maior parte das letras e co-autor de todas as músicas deste grupo.

## Biografia
Tim começou a sua vida artística aos 15 anos como baixista, em formações de jovens e grupos de baile. Aos 18 anos trabalha pela primeira vez com originais no Grupo 2, um trio almadense de música instrumental de improvisação.
Aos 19 inicia o estudo do contrabaixo no Conservatório de Lisboa, e simultaneamente começa a sua atividade como baixista nos Xutos & Pontapés.
É licenciado em Engenharia Agronómica, na especialidade de Melhoramentos Rurais, pelo Instituto Superior de Agronomia da Universidade Técnica de Lisboa, que frequentou entre 1979 a 1986.
Com 22 anos, em 1982, grava o primeiro trabalho com o grupo. Seguem-se uma série deles, todos galardoados com disco de ouro, até 1990, altura em que o grupo faz uma pausa. Aí, Tim é convidado para integrar outro coletivo de reunião, Resistência, com Pedro Ayres Magalhães, Fernando Cunha, Miguel Ângelo, Olavo Bilac, Fernando Júdice, Fred Mergner, Rui Luís Pereira "Dudas", José Salgueiro e Alexandre Frazão, com o qual grava Palavras ao Vento e Mano a Mano.
No retomar da carreira dos Xutos & Pontapés, prosseguem os registos com o grupo.
Em 1995, outro projeto de referência tomava forma: a partir de uma história de João Monge musicado por João Gil, produzido por João Gil, Rui Veloso e Tim, contando ainda com as participações de Jorge Palma e Vitorino, nasce o Rio Grande, cujo nome é da autoria de Tim, e que atinge outra vez a primeira grandeza no panorama português.
Ainda neste ano Tim é convidado por Manuel Faria a participar na compilação de Natal Espanta Espíritos com o tema "Uma Rocha Negra" em dueto com Andreia.
Segue-se o primeiro disco a solo, Olhos Meus, em 1999, que contou com a participação de Samuel Palitos, Frederico Valsassina, João Cardoso e Gui.
Entretanto os Xutos & Pontapés continuavam a absorver a maior parte do trabalho de Tim, com outros álbuns de originais e com tournées e concertos de grandes dimensões, que culminaram com a comemoração dos 25 anos de carreira no Pavilhão Atlântico.  Surge ainda outro projeto de reunião, Cabeças no Ar, com letras de Carlos Tê e música de João Gil e Rui Veloso, produção de João Gil, Rui Veloso e Tim.
Em 2006 surge Um e o Outro, o seu segundo disco a solo, em que conta com a participação de João Cardoso, Pedro V. Gonçalves e Samuel Palitos, e ainda  com Mariza e Mário Laginha como convidados. Surgem duas versões: "Estrela do Mar" de Jorge Palma e "Epitáfio" dos brasileiros Titãs.
Em 2008, Tim lança o seu terceiro álbum a solo: Braço de Prata, com originais e também adaptações dos Sétima Legião, dos Rio Grande, de Adriano Correia de Oliveira, de Bernardo Santareno, de João Gil e dos próprios Xutos & Pontapés. Para este disco, Tim contou com João Cardoso (Humanos) no piano e teclado, de José Moz Carrapa (Ala dos Namorados) nas guitarras, de Fernando Júdice (ex-Madredeus) no baixo, de Fred (Buraka Som Sistema, Oioai e Yellow W Van) na bateria e de Gabriel Gomes dos Sétima Legião no acordeão.
O disco Companheiros de Aventura é editado em Março de 2010.
Em 2012 é lançado Companheiros de Aventura Ao Vivo em que surgem convidados como Celeste Rodrigues, Teresa Salgueiro, Rui Veloso, Mário Laginha e Vitorino.

## Reconhecimento
A 9 de junho de 2004, foi agraciado com o grau de Comendador da Ordem do Mérito.
A 27 de setembro de 2024, foi agraciado com o grau de Comendador da Ordem da Liberdade.

## Discografia

### Solo
- 1999 - Olhos Meus (EMI)
- 2006 - Um e o Outro (EMI)
- 2008 - Braço de Prata (El Tatu / Magic Music)
- 2010 - Companheiros de Aventura (El Tatu / Magic Music)
- 2012 - Companheiros de Aventura Ao Vivo (Farol)

### Participações
- Claxon (1991) - "Grande Cidade"
- Espanta Espíritos (1995) - "Uma Rocha Negra" com Andreia[7]
- Voz & Guitarra (1997) - "Por Quem Não Esqueci / Gritos Mudos"